# 中姫村
中姫村（なかひめむら）は、香川県三豊郡にあった村。現在の観音寺市大野原町中姫。

## 歴史
- 1890年2月15日 - 町村制施行に伴い、豐田郡中姫村が村制施行し中姫村が発足。
- 1899年4月1日 - 豐田郡が三野郡と合併し、三豐郡となる。
- 1929年4月1日 - 三豐郡大野原村に編入され消滅。